# Xiaohai
Xiaohai (kinesiska: 小海, 小海镇) är en köping i Kina. Den ligger i provinsen Guizhou, i den sydvästra delen av landet, omkring 250 kilometer väster om provinshuvudstaden Guiyang. Antalet invånare är 56205. Befolkningen består av 27 173 kvinnor och 29 032 män. Barn under 15 år utgör 925 %, vuxna 15-64 år 59 %, och äldre över 65 år 4,0 %.